# Jó Pásztor Szeretetéről nevezett Miasszonyunk Kongregáció
A Jó Pásztor Szeretetéről nevezett Miasszonyunk Kongregáció (RBP, R. B. P.) francia alapítású női szerzetesrend. Alapítója Pelletier Szent Mária-Eufrázia, akinek 1868-as halálakor már 110 rendházuk működött. Öt kontinens 72 országában mintegy 3000 tagja van.
1892-ben érkezett Magyarországra, ahol magyar lányok is csatlakoztak hozzájuk. Először lányok és nők képzésében tevékenykedtek, Óbuda mellett Ikervárott és Kecskeméten is. 1951-es feloszlatásukig 258 nővér működött az országban, de titokban ezt követően is folytatták munkájukat. Az óbudai Jó Pásztor-templomot 1901-ben építették özv. San Marco hercegné, született nagyszentmiklósi Nákó Mileva adományaként.
A rendszerváltás után, 1989-ben ötven magyarországi nővér folytatta szolgálatát, emellett négyen érkeztek külföldről. Budapesten az 1992-ben nyitott Zápor utcai otthon bántalmazott asszonyoknak nyújtott menedéket; 2024-től a Bécsi úton egy másik anyaotthont, 1995-től Gyöngyösorosziban nyitott házat, valamint 2011-től „Csak Egyet” Szociális Segítő Központ néven hajléktalan asszonyok melegedőjét működtettek, az évek során 862 édesanyát és 1886 gyermeket segítve.
2025 elején befejezték 133 éves magyarországi szolgálatukat; óbudai otthonaikat a Marista Iskolatestvérek vették át.